# Ministerium für Handel und Versorgung
Das Ministerium für Handel und Versorgung (MfHV) war ein Ministerium der DDR und existierte vom Oktober 1949 bis zum 13. April 1990.
Das Ministerium übernahm leitende Aufgaben, die die Versorgung der Bevölkerung und den Binnenhandel betrafen. Hierzu unterstanden ihm verschiedene Organisation in diesem Bereich. Hierzu zählten die Handelsorganisation (HO), die Handelsbetriebe Exquisit und Delikat, die Centrum Warenhäuser, die Interhotels und das Kombinat Handelstechnik.
Die Auflösung des Ministeriums erfolgte durch einen Ministerratsbeschluss vom 30. Mai 1990 rückwirkend ab dem 13. April. Als Rechtsnachfolger wurde das neugeschaffene Ministerium für Handel und Tourismus festgelegt. In dieses ging auch das Ministerium für Tourismus ein, das erst zum 1. Januar 1990 gegründet worden war.